# Strażnica KOP „Zahacie”
Strażnica KOP „Zahacie” – zasadnicza jednostka organizacyjna Korpusu Ochrony Pogranicza pełniąca służbę ochronną na granicy polsko-sowieckiej.

## Formowanie i zmiany organizacyjne
W 1924 w składzie 3 Brygady Ochrony Pogranicza, został sformowany 5 batalion graniczny. W 1928 w skład batalionu wchodziło 13 strażnic. Strażnica KOP „Zahacie” w latach 1928–1939 znajdowała się w strukturze 3 kompanii KOP „Prozoroki”  batalionu KOP „Podświle”. Strażnica liczyła około 18 żołnierzy i rozmieszczona była przy linii granicznej z zadaniem bezpośredniej ochrony granicy państwowej.
W 1932 obsada strażnicy zakwaterowana była w budynku popolicyjnym. Strażnicę z macierzystą kompanią łączyła kolej do stacji Zahacie i droga polna długości 1 km.

## Służba graniczna
Podstawową jednostką taktyczną Korpusu Ochrony Pogranicza przeznaczoną do pełnienia służby ochronnej był batalion graniczny. Odcinek batalionu dzielił się na pododcinki kompanii, a te z kolei na pododcinki strażnic, które były „zasadniczymi jednostkami pełniącymi służbę ochronną”, w sile półplutonu. Służba ochronna pełniona była systemem zmiennym, polegającym na stałym patrolowaniu strefy nadgranicznej, wystawianiu posterunków alarmowych, obserwacyjnych i kontrolnych stałych, patrolowaniu i organizowaniu zasadzek w miejscach rozpoznanych jako niebezpieczne, kontrolowaniu dokumentów i zatrzymywaniu osób podejrzanych, a także utrzymywaniu ścisłej łączności między oddziałami i władzami administracyjnymi. Strażnice KOP stanowiły pierwszy rzut ugrupowania kordonowego Korpusu Ochrony Pogranicza.
Strażnica KOP „Zahacie” w 1932 ochraniała pododcinek granicy państwowej szerokości 6 kilometrów 250 metrów od słupa granicznego nr 167 do 181, a w 1938 pododcinek szerokości 7 kilometrów 650 metrów od słupa granicznego nr 167 do 183.
Wydarzenia:
- W meldunku sytuacyjnym z 29 stycznia 1925 napisano: Strażnica zatrzymała mieszkańca miejscowości Witebska, który zeznał, że przekroczył granicę, ponieważ chciał się porozumieć ze znajomymi z Rosji. Dochodzenie w toku[13].
- W meldunku sytuacyjnym KOP za okres od 1 do 10 października 1928 odnotowano: Pododcinek Polewacze (!). Przez stację Zahacie przejechało do Polski 5 pociągów. Do Rosji sowieckiej przepuszczono 6 pociągów[14].

Sąsiednie strażnice:
- strażnica KOP „Łozy” ⇔ strażnica KOP „Folwark Zachacie” – 1928[2], 1929[3]
- strażnica KOP „Parczyńszczyzna” ⇔ strażnica KOP „Stelmachowo Wielkie” – 1931[4] , 1932[5], 1934[6], 1938[7]

## Walki w 1939
17 września 1939 odcinek 2 kompanii kpt. Antoniego Przybylskiego został zaatakowany przez jednostki 5 Dywizji Strzeleckiej płk. Kuźmy Galickiego i pododdziały 22 Wietrińskiej  komendantury pogranicznej NKWD. Sowieci zniszczyli wszystkie strażnice i zlikwidowali większą część ich załóg. Przy zdobywaniu strażnicy „Zahacie” poległo dwóch Polaków, jeden został ranny, ponadto 11 żołnierzy i policjant dostało się do niewoli.